# Grégoire Puel
Grégoire Puel (Nizza, 20 febbraio 1992) è un ex calciatore francese, di ruolo difensore.
È figlio di Claude Puel.

## Carriera
Ha esordito in Ligue 1 con la maglia del Nizza nella stagione 2012-2013.